# جویی دیاز

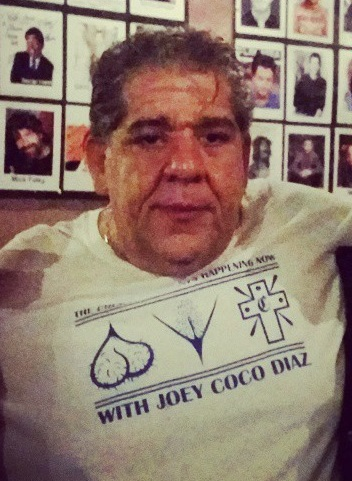
جویی دیاز - 2015

جویی دیاز (به انگلیسی: Joey Diaz) (زاده ۱۹ فوریه ۱۹۶۳) بازیگر و استندآپ کمدین آمریکایی-کوبایی است.
از فیلم‌های معروف او می‌توان به بازی در فیلم تحلیل آن، گاو برانکس و دیکی رابرتس اشاره کرد.